# Mohamed Fofana (Fußballspieler, März 1985)
Mohamed Fofana (* 7. März 1985 in Gonesse, Val-d’Oise) ist ein ehemaliger französischer Fußballspieler mit malischem Migrationshintergrund. Er spielte als Abwehrspieler in der Innenverteidigung.

## Leben
Zur Saison 2004/05 stieß er aus der Jugendabteilung von FC Toulouse zur ersten Mannschaft des FC Toulouse. Für den FC Toulouse hatte er 114 Spiele in der Ligue 1 bestritten und zwei Tore erzielt. Zur Saison 2012/13 wechselte er ablösefrei zu Stade Reims und blieb hier bis 2. Juli 2016. Nach 52 Erstligaspielen und einem Tor folgte sein Wechsel zum RC Lens, wo er lediglich zu zwei Pokaleinsätzen kam und zu Beginn der Saison 2017/18 seine Karriere beendete. In der Saison 2016/17 war er zweimal für die zweite Mannschaft von Lens in der Ligue 2 aufgelaufen.
Am 5. Juni 2011 gab er im Qualifikationsspiel für den Afrika-Cup sein Debüt in der Nationalmannschaft von Mali und wurde über die gesamte Spielzeit eingesetzt. Neben Freundschaftsspielen der Nationalmannschaft spielte er auch die Spiele zur Afrika-Cup-Qualifikation gegen Kap Verden (3. September 2011) und Liberia (8. Oktober 2011). Als Mali beim Afrika-Cup 2012 den dritten Platz erreichte, war Fofana ohne Einsatz im Kader der Nationalmannschaft. Später wurde er nicht mehr eingesetzt.
Von Juli 2018 bis Juni 2023 war er Co-Trainer der zweiten Mannschaft des Stade Reims.